# ТОЛ (группа)
ТОЛ — украинская ню-метал-группа, существовавшая с 2003 по 2013 годы. В 2005 году группа заняла четвёртое место на всемирном конкурсе The Global Battle of the Bands.

## История
Группа образована 22 мая 2003 года. Название команды происходит от сокращённого названия взрывчатого вещества тринитротолуола.

### Первый видеоклип
Уже имея некоторую известность в кругах любителей неформатной музыки, ТОЛ решают снять видеоклип. Парнями была выбрана самая первая их песня — «Самознищення». Помощь в качественной записи и снятии материала группе оказывает Влад Ляшенко, который в будущем становится продюсером ТОЛа. Монтаж отснятого собственными силами видео был осуществлен одним из ведущих клипмейкеров Украины — Виктором Придуваловым. Единственным музыкальным телеканалом, транслирующим «Самознищення», был телеканал Enter Music. Клип сыскал популярность среди зрителей телеканала, был удостоен 4-го места в итоговом чарте Enter Music.
После выхода клипа на телеэкраны ТОЛ получает множество предложений от организаторов различных украинских фестивалей, и группа, естественно, не упускает свой шанс. Одним из знаковых событий из жизни ТОЛа было участие парней в первом украинском финале конкурса Global Battle Of the Bands (2004). Группа заняла на конкурсе 4-е место, что дало им возможность выступать в финале 2005 года.

### Первый альбом и финал GBOB
2004 год был ознаменован для группы успехом, и участники ТОЛ приняли решение записать полноценный альбом. Первые два трека («Хто Я» и «Капитулюй») были записаны на студии Adіoz. На песню «Хто Я» был снят видеоклип Виктором Придуваловым, ранее работавший с видео «Самознищення». В начале 2005 года группа меняет студию на Whіte Studіo, где записывается остальная часть материала. Работа над альбомом в целом шла 8 месяцев.
Изначально планировалось назвать альбом «кара0к», однако название поспешно было заменено на «Синдром бажання». Пираты начали распространение диска под названием «кара0к» задолго до официального выхода альбома, причём на диске содержались недоработанные записи и демо раннего периода ТОЛа. Релиз был назначен на 7 декабря.
Незадолго до этой даты, ТОЛ занимают первое место на украинском GBOB, в связи с чем музыканты проходят в финал The Global Battle Of the Bands. 7—8 декабря 2005 года в Лондоне проходит финал Global Battle Of the Bands, где ТОЛ были определены 4-й из лучших новых групп мира. Из-за выступления парней в Англии выпуск дебюта был отложен. «Синдром бажання» увидел свет по возвращении группы из Лондона, причём первый релиз компакта был распродан в первый же день. «Синдром бажання» был переиздан пять раз и является самым продаваемым в истории украинской альтернативной музыки.
27 марта 2013 года группа объявила о прекращении своего существования.

## Участники
- Юрий Ищенко — барабаны;
- Василий Переверзев — вокал;
- Евгений Петрусенко — гитара;
- Александр Козярук — винилы и семплы;
- Дмитрий Дзюба — бас-гитара;
- Сергей Любинский — гитара.

## Дискография
- 2005 — «Синдром бажання»;
- 2007 — «Утопия»;
- 2009 — «Клей. МО»;
- 2011 — сингл «Флаг»;
- 2011 — сингл «RadiON»;
- 2012 — сингл «ВОР» (совместно с Олегом Ульяницким, группой «Злам»).